# XF-108轻剑战斗机
XF-108轻剑（Rapier）战斗机是美国北美公司设计的一种高空高速截击机。由于经费不足和美国国防政策的改变，XF-108在研究阶段就被终止，仅仅生产了一架木质模型。

## 开发历程

### 起源
XF-108源自美国美国空军1952年的试验性远程截击机计划（Long-Range Interceptor, Experimental LRI-X）。这个计划要求研制一种可以在18000米（60000英尺）的高空，以M1.7（1795公里/小时）的速度飞行，并且拥有1840公里活动半径的远程截击机。1957年6月，北美的设计方案从洛克希德和诺斯洛普·格鲁门的竞争中脱颖而出，赢得了为该项目的202A武器系统（包括XF-108截击机机体、AN/ASG-18火控雷达和专用空对空导弹）生产两架原型机的合同。

### 孕育
XF-108原本是作为美国的远程防空截击机来使用，用来拦截入侵北美的远程轰炸机。因为北美公司同时还在研制XB70远程战略轰炸机，因此公司也希望能把XF-108作为XB-70的护航战斗机使用。同时，以此作为卖点的话也可以使两个型号共用很多技术，从而降低整个项目的成本。
1959年5月15日，XF-108被美国空军命名为轻剑（Rapier），确定量产后的型号为F-108A，并且准备订购480架。1959年1月，XF-108通过了全尺寸模型审查，一切进展似乎都很顺利。

### 消逝
但是，设计指标颇高的XF-108项目逐渐让美国空军头疼起来。尽管飞机的设计并没有出现任何差错，但是在美国已经有人怀疑XB-70+XF-108的组合比不上洲际导弹更划算。防空技术的提高也使这两种飞机的生存力大不如前。并且他们可以执行的任务比较单一，性價比很差。
1959年9月23日，美国空军宣布因为“经费不足和优先權順序”，XF-108项目下马，命运一如她的伙伴XB-70女武神式轟炸機，甚至都没能留下一架原型机。
美國空軍繼續開發先進的火控系統AN / ASG-18和GAR-9導彈，該系統最終用於洛克希德YF-12計劃，因此 YF-12A中後座艙的最終配置與F-108類似。

## 设计

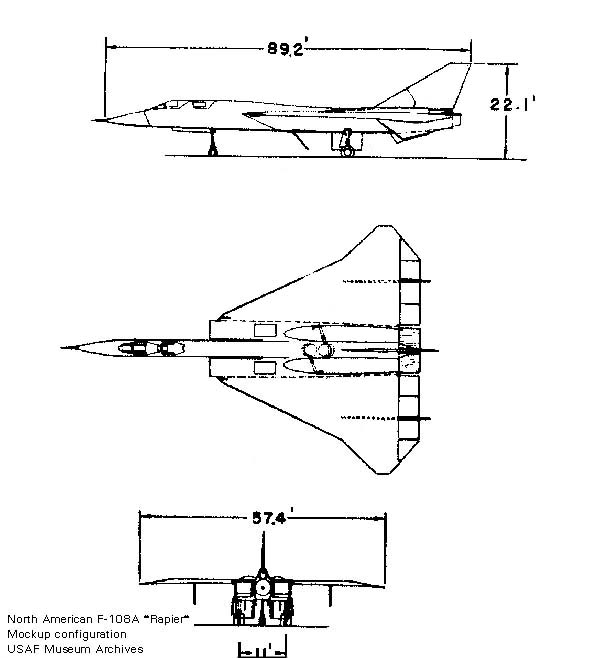
XF-108三视图

## 参数

### 諸元
- 乘员: 2
- 长度: 27.2 m
- 翼展: 17.5 m
- 机高: 6.7 m
- 机翼面积: 173.4 m²
- 空重: 23098 kg
- 最大起飞重量: 46508 kg
- 翼載荷：183.4 kg/m²
- 发动机: 2台通用动力 YJ93-GE-3AR後燃涡轮喷气发动机
  - 推力（不开後燃）: 93.0 kN X 2
  - 推力（开後燃）: 130.3 kN X 2

### 性能
- 極速：三馬赫+，3190 km/hr
- 戰鬥航程：2033 km
- 最大續航距離：4004 km
- 實用升限：24400 m

### 武裝
- 20mm機砲X4
- AIM-47「隼」空對空飛彈 X3
- 炸彈：1814 kg

## 備註
1. ↑  西洋劍「Rapier」一詞來自西班牙文「紳士的武器」（espada ropera）。在十六世紀初，「Rapier」一詞原用於表示紳士的配劍，到了1550 年左右，「Rapier」才逐漸成為西洋劍的代名詞。依外型用途，正體中文譯為禮劍、刺劍、短劍、銳劍。